# Pociąg push-pull

W przypadku pchania pociąg jest sterowany z wagonu sterowniczego, a w przypadku ciągnięcia z lokomotywy.

Push-pull (pl. pchaj-ciągnij) – pociąg złożony z lokomotywy i wagonów, zakończony wagonem sterowniczym. Zasada działania takiego pociągu jest podobna do EZT. Jednakże w przeciwieństwie do EZT te pociągi można dowolnie skracać i wydłużać oraz można wymieniać lokomotywę, jednak pojazdy muszą być dostosowane do tego systemu sterowania.  

## Eksploatacja w Polsce
Próby wprowadzenia wagonów sterowniczych na PKP są datowane na przełom lat 50. i 60. XX w., kiedy prowadzone były próby z lokomotywą parową serii TKt48 i wagonem osobowym typu 43A z prowizoryczną kabiną sterowniczą. Odbyły się one na liniach w aglomeracji warszawskiej i poznańskiej. W kabinie sterowniczej był tzw. telegraf maszynowy przekazujący informacje do drużyny parowozu i kran hamulcowy.
24 lipca 2007 Koleje Mazowieckie podpisały umowę na zakup 26 wagonów środkowych i 11 sterowniczych z Bombardier Transportation, które zostały dostarczone w lipcu 2008 roku. Te wagony od 1 września 2008 do 29 sierpnia 2011 były użytkowane bez używania funkcji wagonu sterowniczego ze względu na brak odpowiednio wyposażonych lokomotyw. W kwietniu 2010 Koleje Mazowieckie podpisały z Bombardierem umowę na dostawę 11 lokomotyw EU47 Traxx, przystosowanych do pracy w trybie zmiennokierunkowym. 27 stycznia 2011 na torze doświadczalnym Instytutu Kolejnictwa w Żmigrodzie odbyła się pierwsza publiczna prezentacja możliwości technicznych składu push-pull – lokomotywa EU47 odbywała jazdy testowe z wagonami piętrowymi Kolei Mazowieckich. Lokomotywy zostały uroczyście przekazane 29 sierpnia 2011 na stacji Warszawa Wschodnia.
W kwietniu 2014 roku Koleje Mazowieckie podpisały umowę z Pesą na dostawę 22 wagonów piętrowych i 2 lokomotyw, które uzupełnią składy push-pull. Wagony Pesa Sundeck i lokomotywy Pesa Gama zostały dostarczone do końca grudnia 2015, a ich uroczyste przekazanie nastąpiło 13 stycznia 2016.

## Galeria

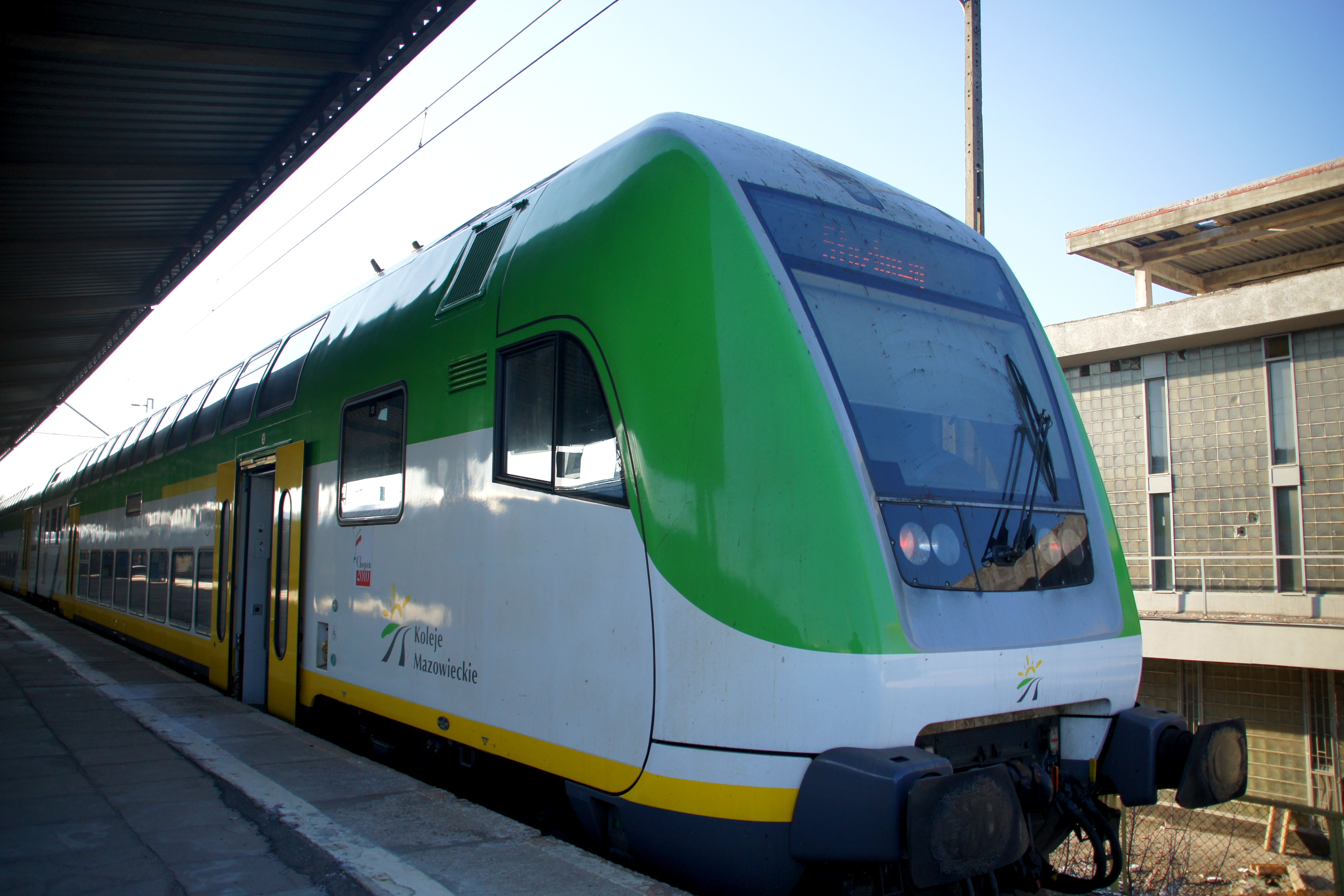
Bombardier Twindexx Kolei Mazowieckich
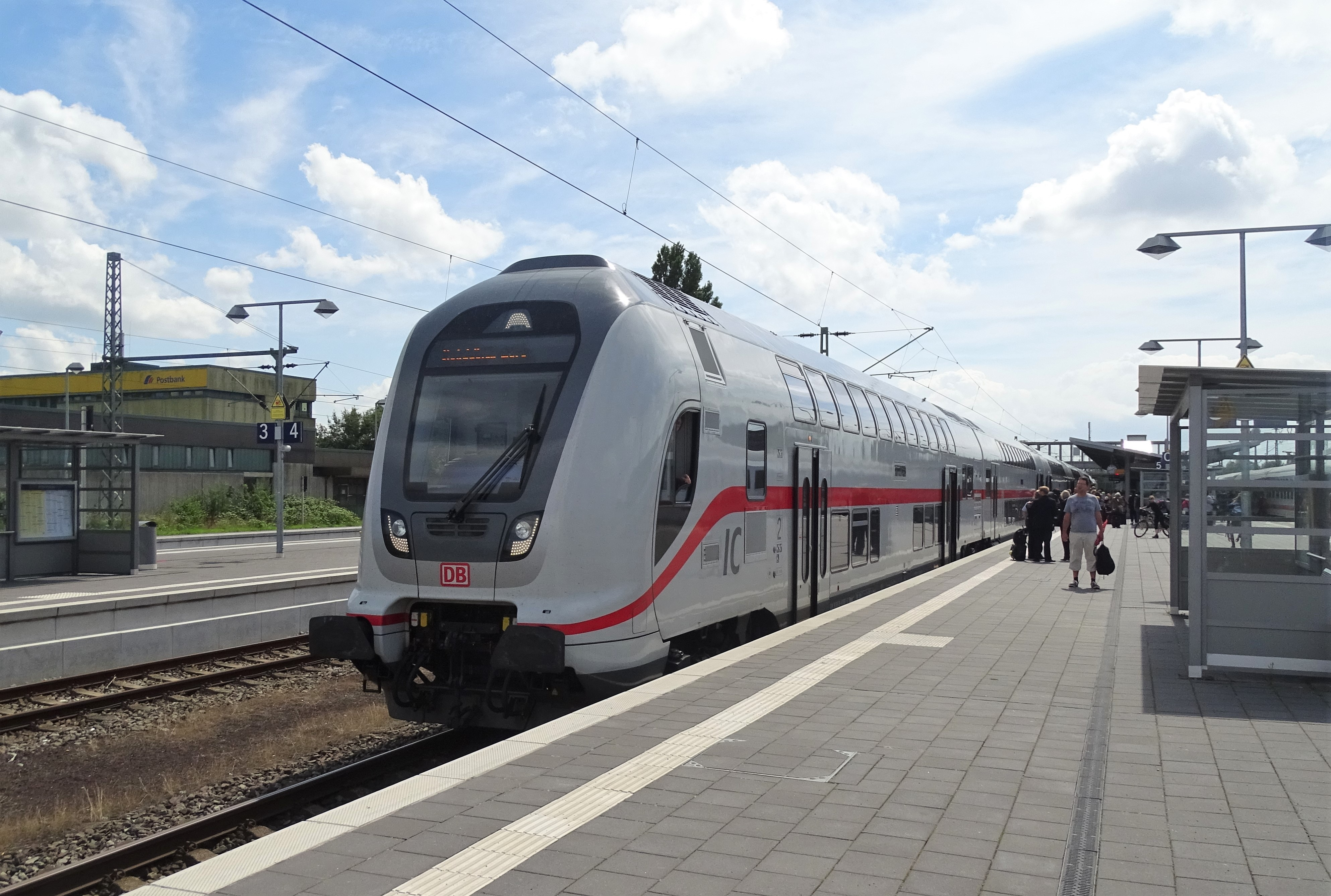
Pociąg zmiennokierunkowy w Niemczech.
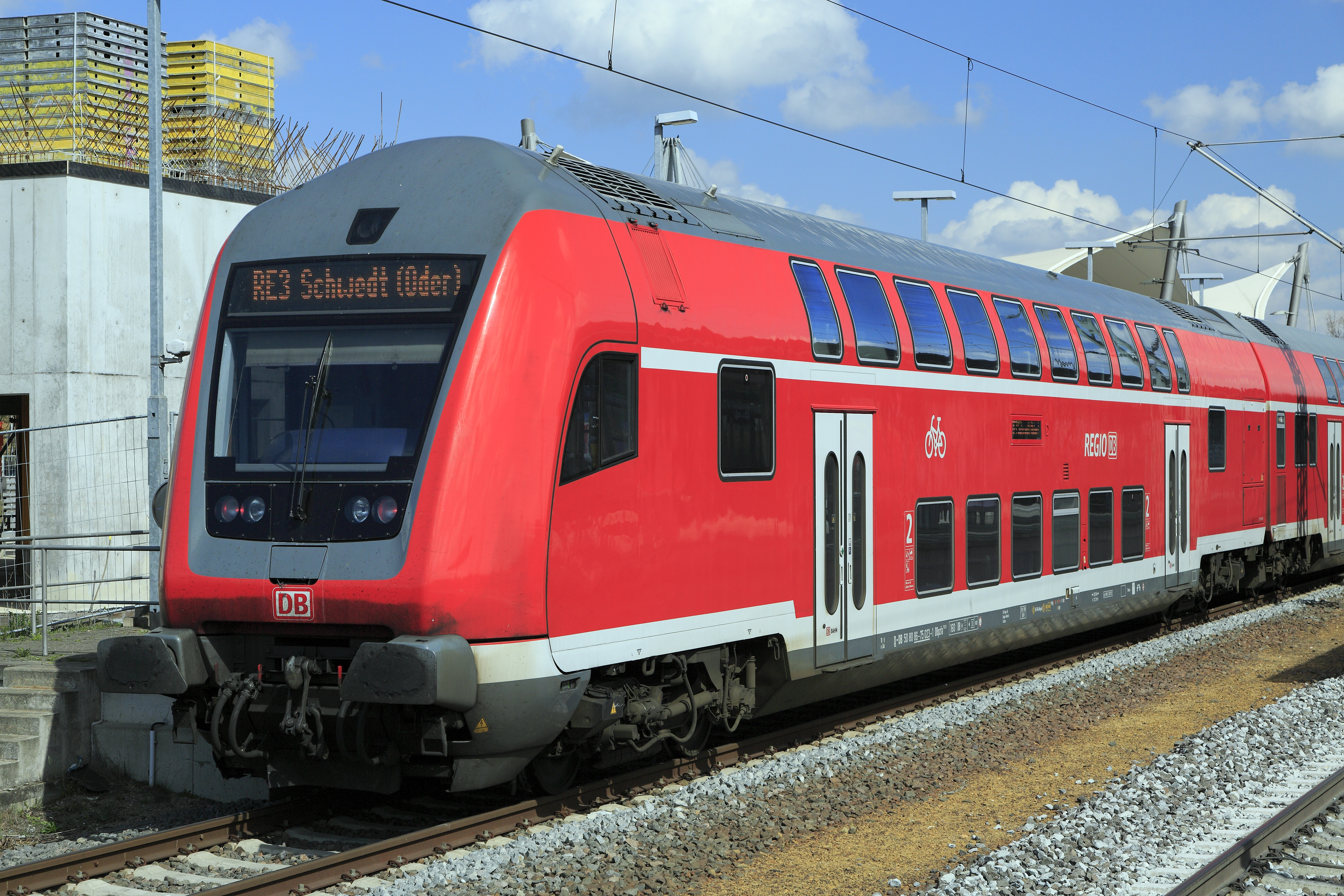
Pociąg zmiennokierunkowy przewoźnika DB Regio
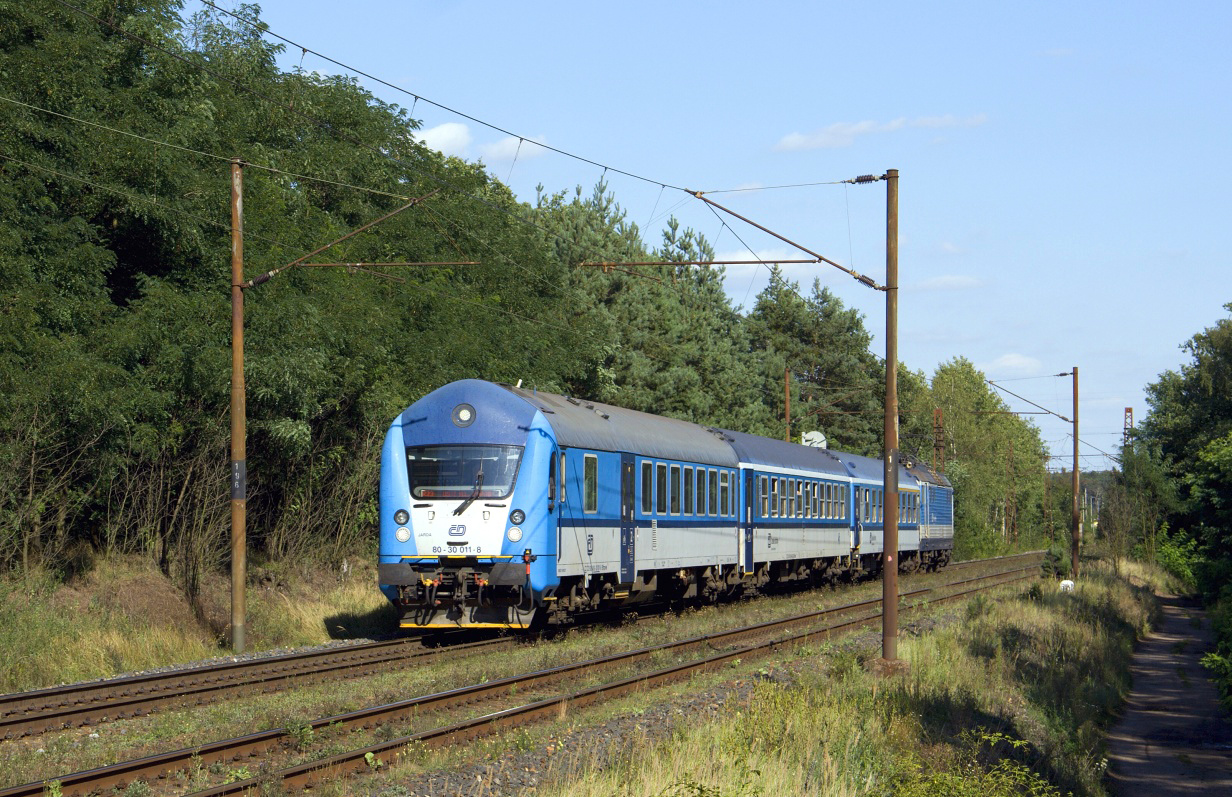
Pociąg zmiennokierunkowy kolei czeskich
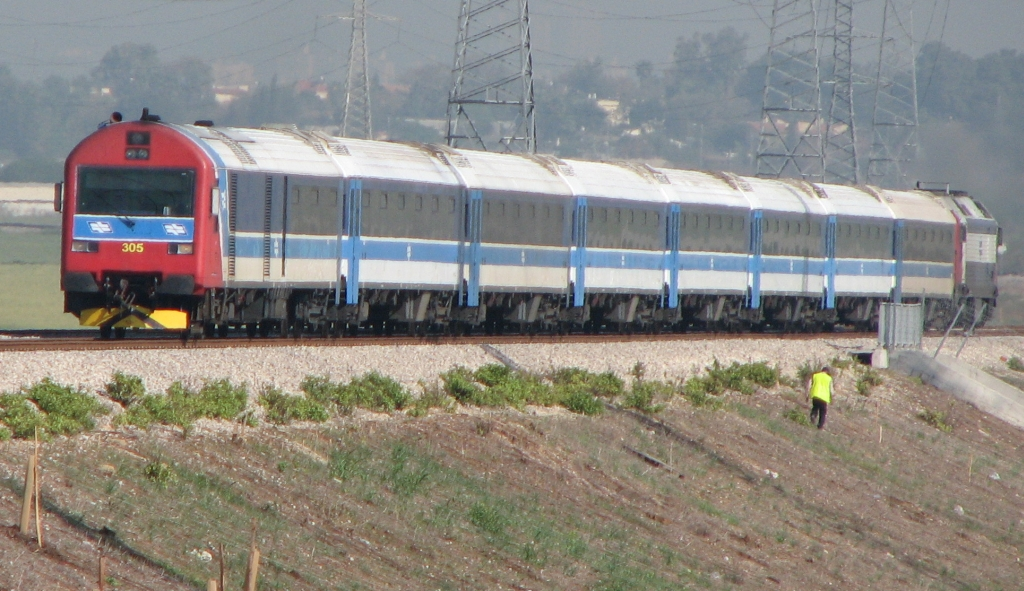
Pociąg zmiennokierunkowy w Izraelu